# Archivio del '900
L'Archivio del '900 è il centro di ricerca del Museo d'arte moderna e contemporanea di Trento e Rovereto. 
È costituito da numerosi fondi documentari relativi all'arte e all'architettura italiana del XX secolo e da una biblioteca specializzata; ha un ruolo fondamentale all'interno del Museo, affiancando l'attività di studio e ricerca a quella espositiva.
Gli archivi storici raccolgono numerosi fondi documentari relativi all'arte e all'architettura italiana del XX secolo. L'avvio delle raccolte risale al futurista Fortunato Depero, che donò al Comune di Rovereto un ricco nucleo di opere d'arte, ma anche il proprio archivio e la propria biblioteca personale. Il Museo d'arte moderna e contemporanea di Trento e Rovereto, dalla sua fondazione, ha notevolmente incrementato il proprio patrimonio archivistico, arricchendolo di nuovi fondi tematicamente legati alle origini delle raccolte: il Futurismo, la critica d'arte della prima metà del ‘900, l'architettura, la Poesia visiva e le altre avanguardie del secondo Novecento. Attualmente sono presenti al Mart circa 80 archivi storici personali, tutti descritti nel sito del Museo e in parte inventariati all'interno del sistema informativo on line CIM. Trattandosi di fondi personali, i materiali presentano una natura assai varia: documenti, carteggi, fotografie, scritti, disegni progettuali, ritagli stampa, ma anche documentazione a carattere privato, oggetti e cimeli, opere che si collocano a metà strada fra i documenti d'archivio e le collezioni d'arte.
La biblioteca specialistica annovera un patrimonio di oltre 80000 volumi in gran parte riferibili all'arte dall'Ottocento ai giorni nostri. È composta da una parte generale, costituita soprattutto da cataloghi di mostre e monografie su singoli artisti, e una parte specifica, formata da fondi librari. Questi -una cinquantina in tutto, talvolta frammenti di biblioteche personali in origine ben più corpose- sono titolati in gran parte agli stessi soggetti produttori dei fondi d'archivio, condividendone la provenienza. Tra i nuclei bibliografici di maggior pregio si segnalano quelli legati all'editoria futurista, al libro d'artista e alle riviste d'artista.

## Editoria
L'Archivio del ‘900 pubblica strumenti di ricerca, come gli Inventari dei fondi, e cura specifiche collane editoriali, che raccolgono gli studi svolti a partire dai materiali conservati: i Quaderni d'architettura, i Documenti e gli Inediti.

## Esposizioni
L'Archivio del ‘900, oltre a progettare esposizioni tematiche utilizzando il proprio patrimonio archivistico e librario, collabora frequentemente all'attività espositiva del Museo, sia curando la selezione di documenti da esporre, sia offrendo un supporto attivo alla ricerca.

## Ricerca
In questi anni l'Archivio del ‘900 ha avviato collaborazioni con diverse università italiane, divenendo sede di numerosi progetti di ricerca. Collaborazioni sono in corso con il Dipartimento Indaco del Politecnico di Milano, con la Scuola Normale Superiore di Pisa, con l'Università di Udine e l'Università di Firenze. L'Università degli Studi di Trento ha inoltre scelto l'Archivio del '900 come laboratorio attivo per corsi di archivistica.
All'Archivio del ‘900 ha sede il Centro Internazionale Studi sul Futurismo (CISF), il cui scopo è quello di diffondere la conoscenza del Futurismo, e delle relazioni intercorse tra questo e le altre avanguardie internazionali. In tale attività il Mart sviluppa una delle sue vocazioni originarie: Rovereto ospita non a caso la Casa d'Arte Futurista Depero. L'idea del Centro risale all'inizio degli anni ‘80 e da allora il Mart ha implementato su scala nazionale ed internazionale la promozione dell'opera di Fortunato Depero e con essa del Futurismo. Tra le diverse iniziative realizzate dal Centro, particolare risalto va dato alla mappatura degli archivi futuristi, alla realizzazione del “Dizionario del Futurismo” (2001) che ha visto la collaborazione attiva di un centinaio di studiosi italiani e stranieri, nonché al convegno internazionale “Futurismo. Dall'avanguardia alla memoria”, promosso nel 2003 in collaborazione con la Beinecke Rare Book and Manuscript Library della Yale University e con la partecipazione del Getty Research Institute di Los Angeles.
Per quanto riguarda le neoavanguardie artistiche, l'Archivio del ‘900 è un centro di ricerca di primo piano sulle arti verbo-visuali internazionali. Al nucleo originario - costituito dall'Archivio di Nuova Scrittura (ANS) di Paolo Della Grazia e comprendente migliaia di volumi e libri d'artista, nonché gli archivi del collezionista Marco Fraccaro e dell'artista Ugo Carrega, si sono via-via aggiunti numerosi altri fondi, archivistici e librari, utilizzati in convegni, mostre, pubblicazioni, attività didattiche e specifici progetti di ricerca. Si tratta della collezione di libri d'artista di Liliana Dematteis,delle biblioteche e degli archivi di Tullia Denza, Betty Danon, Mirella Bentivoglio, Stelio Maria Martini e Piermario Ciani, delle donazioni di libri e carte d'archivio riguardanti Lamberto Pignotti, Dante Bighi, Jean-François Bory, David Cole, Pablo Echaurren, Angelo Ricciardi, Leonardo Sonnoli ed Enrico Sturani).
L'Archivio del ‘900 intende promuovere lo studio nel campo delle ricerche verbo-visuali internazionali, dalla Poesia visiva alla Poesia concreta, con aperture a forme di sperimentazione ad esse affini, come la Mail art, la Poesia sonora, la Controcultura, il libro d'artista e le riviste d'artista.
Nel 2014 è stato acquisito anche il vasto archivio di Enrico Baj, assieme a parte della biblioteca dell'artista, comprendente svariata documentazione sull'Arte Nucleare e la Patafisica.
Il Mart è fra i membri fondatori dell'Associazione Nazionale Archivi di Architettura (AAA/Italia), fondata il 9 luglio 1999. A tale associazione aderiscono enti che conservano archivi di architettura, archivi privati di architetti, nonché simpatizzanti. Il Mart aderisce annualmente alle campagne per la salvaguardia dell'architettura contemporanea e alla Giornata Nazionale degli archivi di architettura. I fondi degli architetti conservati all'Archivio del '900 sono descritti in SIUSA. Il Mart è inoltre partner del portale "Archivi degli architetti" all'interno del Sistema archivistico nazionale (SAN) ed è socio dell'International Confederation of Architectural Museums (ICAM).
Nel 2021, primo museo d'arte moderna e contemporanea in Italia, ha aperto una propria digital library su Internet Archive.

## Fondi archivistici
Quello che segue è l'elenco della documentazione archivistica dell'Archivio del '900 del Mart. Si è utilizzato il termine "fondo" in presenza di strutture complesse di documentazione afferenti al soggetto (o ai soggetti) che le ha prodotte; il termine "carte" per piccoli nuclei di documenti che, pur generati da un unico soggetto produttore e legati tra loro da vincolo archivistico, non presentano una strutturazione complessa; infine, si è utilizzato il termine "collezione" per raccolte di documenti prive di alcun vincolo archivistico.
- Fondo Sorelle Angelini, su www.mart.tn.it. URL consultato il 22 febbraio 2025.
- Fondo Archivio di Nuova Scrittura (ANS), su www.mart.tn.it. URL consultato il 22 febbraio 2025.
- Arti in Trentino. Fotografie, su www.mart.tn.it. URL consultato il 22 febbraio 2025.
- Fondo Enrico Baj, su www.mart.tn.it. URL consultato il 22 febbraio 2025.
- Fondo Luciano Baldessari, su www.mart.tn.it. URL consultato il 22 febbraio 2025.
- Fondo Carlo Belli, su www.mart.tn.it. URL consultato il 22 febbraio 2025.
- Carte Mirella Bentivoglio, su www.mart.tn.it. URL consultato il 22 febbraio 2025.
- Fondo Silvio Branzi, su www.mart.tn.it. URL consultato il 22 febbraio 2025.
- Fondo Duilio Cambellotti, su www.mart.tn.it. URL consultato il 22 febbraio 2025.
- Fondo Mario Carli - Mario Dessy, su www.mart.tn.it. URL consultato il 22 febbraio 2025.
- Fondo Giannina Censi, su www.mart.tn.it. URL consultato il 22 febbraio 2025.
- Fondo Piermario Ciani, su www.mart.tn.it. URL consultato il 22 febbraio 2025.
- Fondo Gaetano Ciocca, su www.mart.tn.it. URL consultato il 22 febbraio 2025.
- Carte David Cole, su www.mart.tn.it. URL consultato il 22 febbraio 2025.
- Fondo Tullio Crali, su www.mart.tn.it. URL consultato il 22 febbraio 2025.
- Fondo Betty Danon, su www.mart.tn.it. URL consultato il 22 febbraio 2025.
- Fondo Quirino De Giorgio, su www.mart.tn.it. URL consultato il 22 febbraio 2025.
- Collezione Paolo Della Grazia
  -  Collezione Paolo Della Grazia - Raccolta Ex Libris, su www.mart.tn.it. URL consultato il 22 febbraio 2025.
  -  Collezione Paolo Della Grazia - Fotografie attori e cantanti, su www.mart.tn.it. URL consultato il 22 febbraio 2025.
  -  Collezione Paolo Della Grazia - Frontespizi e Stampe, su www.mart.tn.it. URL consultato il 22 febbraio 2025.
- Carte Living Theatre-Argento, su www.mart.tn.it. URL consultato il 22 febbraio 2025.
- Fondo Quasimodo Angioletti, su www.mart.tn.it. URL consultato il 22 febbraio 2025.

- Fondo Tullia Denza, su www.mart.tn.it. URL consultato il 22 febbraio 2025.
- Fondo Fortunato Depero, su www.mart.tn.it. URL consultato il 22 febbraio 2025.
- Fondo Francesco Di Terlizzi, su www.mart.tn.it. URL consultato il 22 febbraio 2025.
- Carte Mario Duse, su www.mart.tn.it. URL consultato il 22 febbraio 2025.
- Carte Pablo Echaurren, su www.mart.tn.it. URL consultato il 22 febbraio 2025.
- Fondo Agenore Fabbri, su www.mart.tn.it. URL consultato il 22 febbraio 2025.
- Carte Farfa, su www.mart.tn.it. URL consultato il 22 febbraio 2025.
- Fondo Figini-Pollini, su www.mart.tn.it. URL consultato il 22 febbraio 2025.
- Fondo Corrado Forlin, su www.mart.tn.it. URL consultato il 22 febbraio 2025.
- Fondo Fraccaro-Carrega, su www.mart.tn.it. URL consultato il 22 febbraio 2025.
- Fondo Galleria Delfino, su www.mart.tn.it. URL consultato il 22 febbraio 2025.
- Fondo Galleria Museo Depero, su www.mart.tn.it. URL consultato il 22 febbraio 2025.
- Fondo Galleria Pancheri, su www.mart.tn.it. URL consultato il 22 febbraio 2025.
- Fondo Grubicy-Benvenuti, su www.mart.tn.it. URL consultato il 22 febbraio 2025.
- Fondo Giovanni Lorenzi, su www.mart.tn.it. URL consultato il 22 febbraio 2025.
- Fondo Casa Malaparte, su www.mart.tn.it. URL consultato il 22 febbraio 2025.
- Fondo Architetti Francesco Mansutti - Gino Miozzo, su www.mart.tn.it. URL consultato il 22 febbraio 2025.
- Fondo Riccardo Maroni, su www.mart.tn.it. URL consultato il 22 febbraio 2025.
- Fondo Stelio Maria Martini, su www.mart.tn.it. URL consultato il 22 febbraio 2025.
- Fondo Maurizio Mazzocchi, su www.mart.tn.it. URL consultato il 22 febbraio 2025.
- Fondo Angiolo Mazzoni, su www.mart.tn.it. URL consultato il 22 febbraio 2025.
- Fondo Cherini Archivio Morpurgo, su www.mart.tn.it. URL consultato il 22 febbraio 2025.
- Fondo Roberto Narducci, su www.mart.tn.it. URL consultato il 22 febbraio 2025.

- Carte Gogliardo Ossani, su www.mart.tn.it. URL consultato il 22 febbraio 2025.
- Michelangelo Perghem Gelmi Fondo Michelangelo Perghem-Gelmi, su www.mart.tn.it. URL consultato il 22 febbraio 2025.
- Fondo Agnoldomenico Pica, su www.mart.tn.it. URL consultato il 22 febbraio 2025.
- Fondo Giuseppe Piombanti Ammannati, su www.mart.tn.it. URL consultato il 22 febbraio 2025.
- Fondo Karl Plattner, su www.mart.tn.it. URL consultato il 22 febbraio 2025.
- Fondo Giuseppe Preziosi, su www.mart.tn.it. URL consultato il 22 febbraio 2025.
- Fondo Mario Radice, su www.mart.tn.it. URL consultato il 22 febbraio 2025.
- Carte Alfredo Rocco, su www.mart.tn.it. URL consultato il 22 febbraio 2025.
- Fondo Luigi Russolo, su www.mart.tn.it. URL consultato il 22 febbraio 2025.
- Fondo Margherita Sarfatti, su www.mart.tn.it. URL consultato il 22 febbraio 2025.
- Fondo Gino Severini, su www.mart.tn.it. URL consultato il 22 febbraio 2025.
- Fondo Mino Somenzi, su www.mart.tn.it. URL consultato il 22 febbraio 2025.
- Carte Leonardo Sonnoli, su www.mart.tn.it. URL consultato il 22 febbraio 2025.
- Fondo Ettore Sottsass Sr., su www.mart.tn.it. URL consultato il 22 febbraio 2025.
- Carte Enrico Sturani, su www.mart.tn.it. URL consultato il 22 febbraio 2025.
- Fondo Thayaht, su www.mart.tn.it. URL consultato il 22 febbraio 2025.
- Carte Alcide Ticò, su www.mart.tn.it. URL consultato il 22 febbraio 2025.
- Fondo Giorgia Toniolatti, su www.mart.tn.it. URL consultato il 22 febbraio 2025.
- Carte Angelo Vignazia, su www.mart.tn.it. URL consultato il 22 febbraio 2025.
- Carte Dario e Beatrice Viva, su www.mart.tn.it. URL consultato il 22 febbraio 2025.
- Carte Silvio Zaniboni, su www.mart.tn.it. URL consultato il 22 febbraio 2025.
- Fondo Gigiotti Zanini, su www.mart.tn.it. URL consultato il 22 febbraio 2025.